# McGregor, Minnesota
McGregor är en ort (city) i Aitkin County i delstaten Minnesota i USA. Orten hade 384 invånare, på en yta av 5,87 km² (2020).